# المصلوبة (أسلم)

تعديل مصدري - تعديل

المصلوبة هي إحدى قرى عزلة أسلم اليمن بمديرية أسلم التابعة لمحافظة حجة، بلغ تعداد سكانها 75 نسمة حسب تعداد اليمن لعام 2004.